# سیتی زنی
سیتی زنی (به انگلیسی: Citi Zēni) گروه موسیقی لتونیایی است.
آن‌ها نماینده لتونی در یوروویژن ۲۰۲۲ بودند.